# Raszyn (gmina)

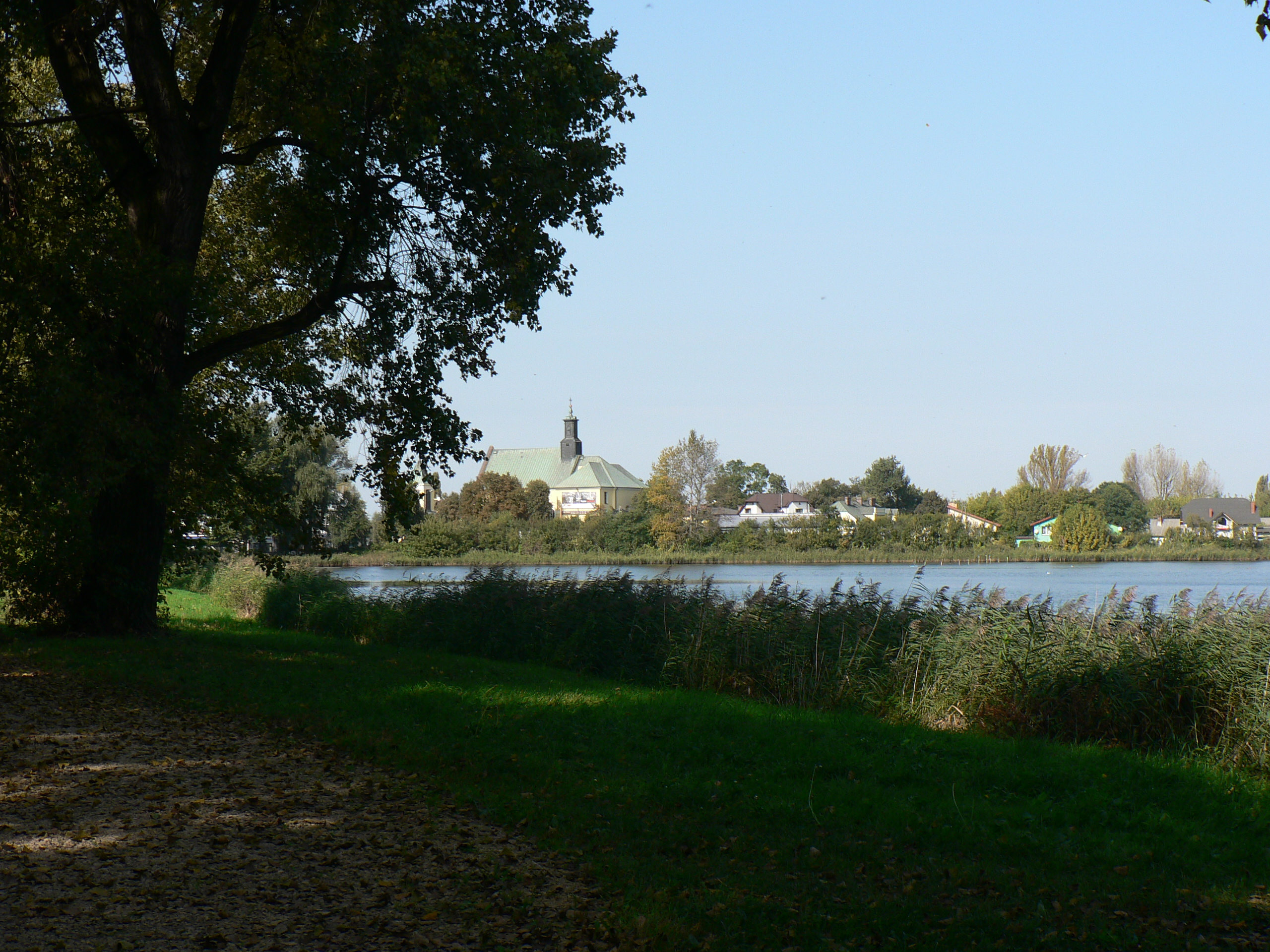
Staw Raszyński i kościół św. Szczepana i św. Anny w Raszynie

Raszyn (daw. gmina Falenty) – gmina wiejska w województwie mazowieckim, w powiecie pruszkowskim. Leży na Równinie Warszawskiej, nad rzeką Raszynką. W latach 1975–1998 gmina położona była w województwie warszawskim. Siedzibą gminy jest Raszyn.
Na terenie gminy znajduje się barokowy pałac z I połowy XVII wieku (później przebudowywany), a także zabytkowy rzymskokatolicki kościół parafialny św. Szczepana. Jest to też miejsce bitwy stoczonej 19 kwietnia 1809 w czasie wojny austriacko-polskiej przez wojska polskie z korpusem wojsk austriackich. Od 1978 roku znajduje się tutaj rezerwat przyrody Stawy Raszyńskie, o powierzchni 110 ha, obejmujący stawy rybne stanowiące tereny lęgowe ok. 100 gatunków ptaków błotnych. Przepływa tędy rzeka Raszynka.

## Struktura powierzchni
Według danych z roku 2002 gmina Raszyn ma obszar 43,89 km², w tym:
- użytki rolne: 65%
- użytki leśne: 14%.

Gmina stanowi 17,82% powierzchni powiatu.

## Demografia
Dane z 30 czerwca 2004:
| Opis                              | Ogółem | Ogółem | Kobiety | Kobiety | Mężczyźni | Mężczyźni |
| --------------------------------- | ------ | ------ | ------- | ------- | --------- | --------- |
| jednostka                         | osób   | %      | osób    | %       | osób      | %         |
| populacja                         | 19 374 | 100    | 10 031  | 51,8    | 9343      | 48,2      |
| gęstość zaludnienia (mieszk./km²) | 441,4  | 441,4  | 228,5   | 228,5   | 212,9     | 212,9     |

W samym Raszynie żyje około 6000 mieszkańców. Łączna szacunkowa liczba mieszkańców wynosi 26 tysięcy.

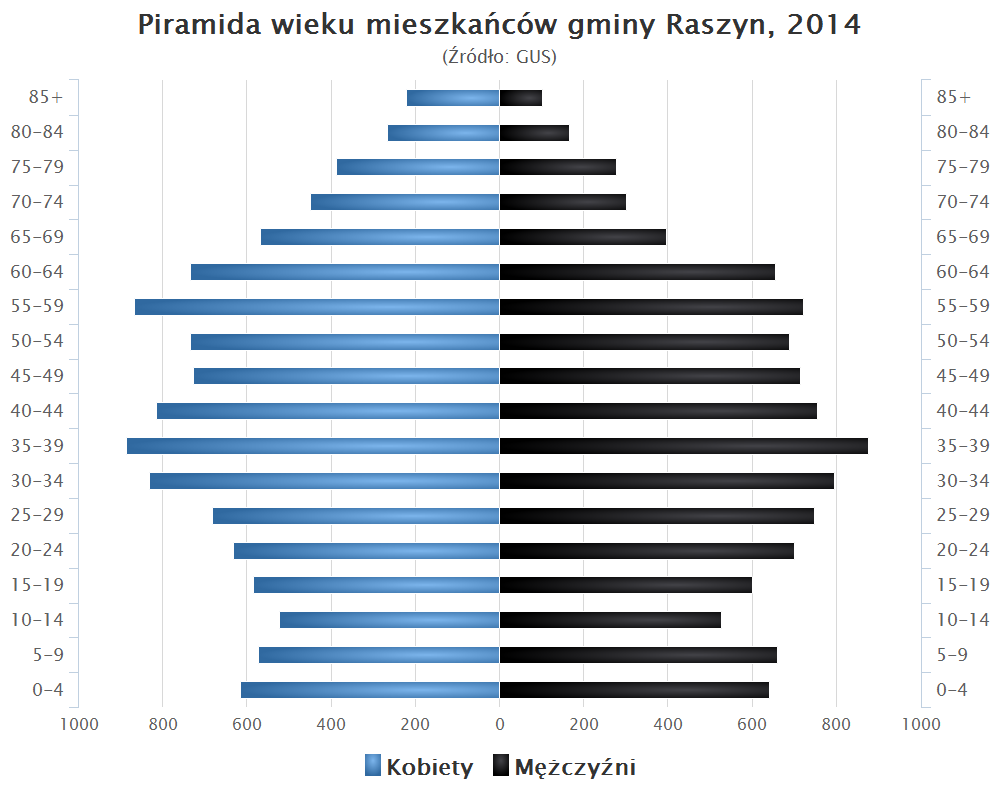
Piramida wieku mieszkańców gminy Raszyn w 2014 roku

## Transport
- S7 – Gdańsk – Warszawa – gmina Raszyn (Raszyn, Janki) – Radom – Kraków
- S8 – Suwałki – Warszawa – gmina Raszyn (Wypędy, Janki) – Piotrków Trybunalski – Łódź – Wrocław
- S2 – Konotopa – Warszawa – gmina Raszyn (Dawidy) – Warszawa (Ursynów)
- S79 – Port lotniczy im. F. Chopina – S2 w gminie Raszyn

### Komunikacja miejska
W latach 1933–1934 do Raszyna jeździła linia utworzona przez Społeczną Komunikację Autobusową. Połączyła ona Raszyn z Pl. Narutowicza w Warszawie. Pierwszą powojenną linią autobusową była linia 130. Została uruchomiona w lipcu 1953 roku i kursowała do lipca 1967 roku, kiedy to zmieniono jej oznaczenie na 207. Autobusy linii 130 obsługiwały trasę pomiędzy obecną Austerią (ówczesna pętla Raszyn-Kościół) a pętlą Malownicza na pobliskim Okęciu. Od lat 60. XX wieku siatka połączeń była sukcesywnie rozszerzana o okoliczne Falenty (linie 206 i 206BIS), Dawidy oraz Podolszyn (linia 207 i 215). W 1985 roku linie podmiejskie otrzymały nowe oznaczenia, wskutek czego linie 206 i 206BIS zastąpiła 706, linię 207 – 707, a z linii 215 powstała linia 715. W latach 1991–1992 linie 706, 707 i 715 zostały przejęte przez prywatnego przewoźnika „Niebieska Linia” a tam zostały oznaczone jako 901, 902 oraz 903. W 2007 roku Raszyn uzyskał połączenie nocne z Warszawą w postaci linii N88. W latach 2014–2020 po gminie jeździła linia L23, łącząca Raszyn (dawna pętla przy Stadionowej) z Pruszkowem (dworzec PKP). W 2016 roku gmina Raszyn podpisała porozumienie z gminą Lesznowola ws. finansowania linii L-1.
W listopadzie 2019 roku gmina Raszyn uruchomiła po raz pierwszy własną komunikację publiczną w postaci linii R1. Połączyła ona kraniec P+R Al.Krakowska z Pruszkowem (Os. Staszica Pętla), przejeżdżając przez Raszyn i Michałowice. W styczniu 2020 roku do linii R1 dołączyła linia R2, która jest linią wewnętrzną nie wyjeżdżającą poza teren gminy Raszyn.
Obecnie przez teren gminy przejeżdża regularnie 11 linii obsługiwanych przez warszawski ZTM oraz 2 organizowane przez gminę Raszyn.

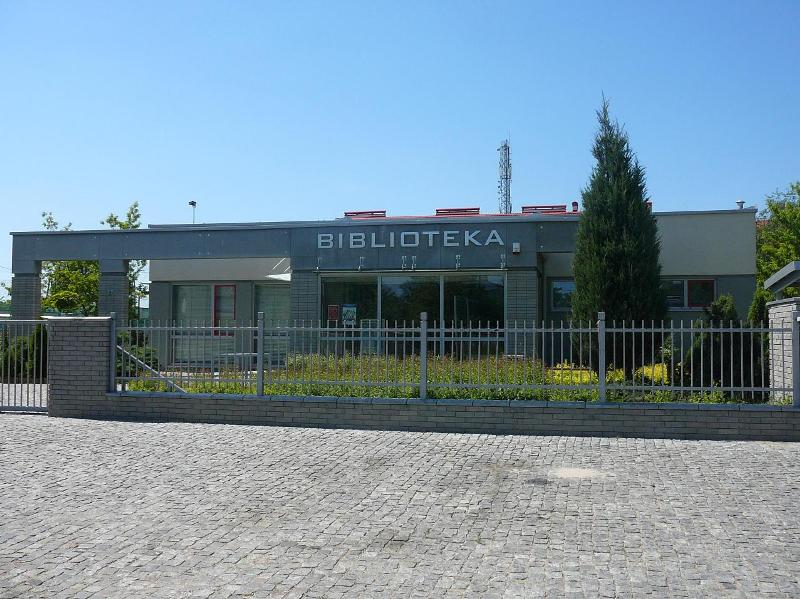
Budynek Gminnej Biblioteki Publicznej w Raszynie

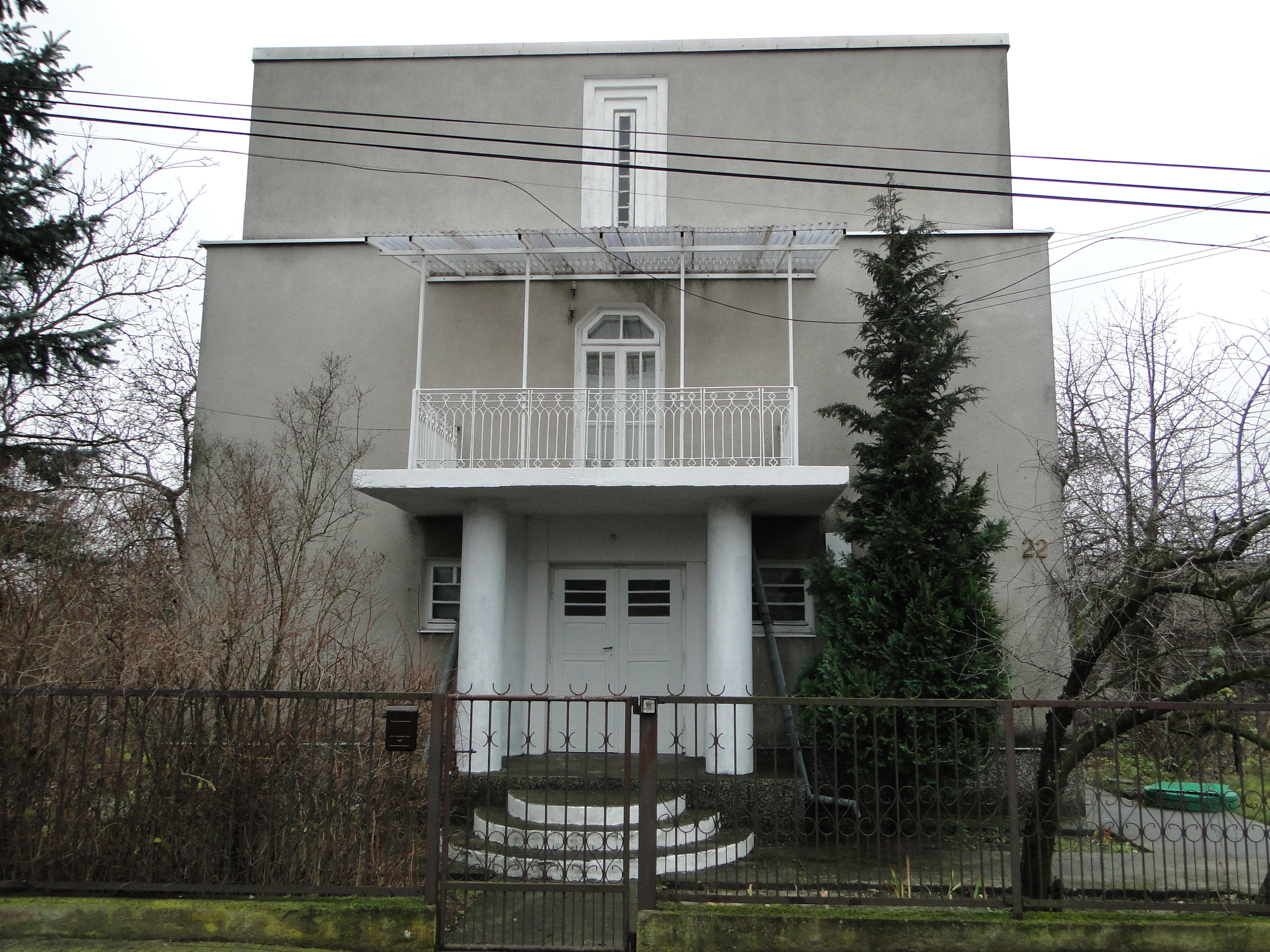
Modernistyczna willa przy ul. Nadrzecznej 22 w Raszynie

Podmiotem odpowiedzialnym za obsługę linii R1 i R2 jest PKS Tarnobrzeg. Przez gminę Raszyn przejeżdżają również autobusy PKS Grójec oraz prywatnych przewoźników.

## Oświata
Na terenie gminy Raszyn funkcjonuje pięć publicznych przedszkoli, trzy szkoły podstawowe oraz jedno gimnazjum:
- Przedszkole z Oddziałami Integracyjnymi nr 1 „Pod Topolą” w Raszynie
- Przedszkole nr 2 „W Stumilowym Lesie” w Raszynie
- Bajkowe Przedszkole w Dawidach
- Przedszkole w Falentach
- Przedszkole w Sękocinie
- Szkoła Podstawowa im. Cypriana Godebskiego w Raszynie
- Szkoła Podstawowa im. Ks. Józefa Poniatowskiego w Ładach
- Szkoła Podstawowa im. Włodzimierza Potockiego w Sękocinie
- Gimnazjum Nr 1 im. Prymasa Tysiąclecia w Raszynie

## Biblioteka
Gminna Biblioteka Publiczna w Raszynie powstała w 1947 roku jako Gromadzka Biblioteka Publiczna. Zaczątek księgozbioru stanowiło 486 książek otrzymanych z Ministerstwa Oświaty. Pierwszą siedzibą biblioteki była niewielka izba na pierwszym piętrze zabytkowej austerii (ratusza) w Raszynie. W latach 1978–1987 biblioteka korzystała z lokalu o powierzchni 40 m² w drewnianym budynku należącym do Klubu Sportowego, przy ul. Sportowej. W latach 1988–2005 biblioteka działa w budynku Urzędu Gminy w Raszynie przy ul. Szkolnej, od 1999 prowadzi filie w Jaworowej. W połowie lutego 2006 roku biblioteka rozpoczęła działalność w nowym, pozbawionym barier architektonicznych, poddanym gruntownej przebudowie obiekcie, przy ul. Poniatowskiego 20. W budynku liczącym 647 m² biblioteka zajmuje powierzchnię 468 m² . Biblioteka jest kompleksowo skomputeryzowana. Obsługa wypożyczeń i rejestracja czytelników odbywa się za pośrednictwem komputerowego systemu bibliotecznego. Do użytku czytelników oddane są stanowiska z dostępem do Internetu oraz katalogiem elektronicznym, a także bezpłatna sieć bezprzewodowa. Biblioteka gromadzi książki, audiobooki, filmy, prenumeratę czasopism, a także umożliwia dostęp do książek elektronicznych oraz e-kursów języków obcych. Instytucja jest beneficjentem II rundy Programu Rozwoju Bibliotek. Poprzez usługę mobilnej biblioteki „Bibliomobil. Raszynoteka na czterech kółkach” dostarcza książki i zbiory audiowizualne bezpośrednio do domu osobom chorym, niepełnosprawnym, seniorom oraz rodzicom z małymi dziećmi. Od 2013 r. należy do sieci Cyfrowych Archiwów Tradycji Lokalnej (CATL), w ramach której udostępnia archiwalne zdjęcia i dokumenty życia społecznego, organizuje wystawy oraz spotkania z mieszkańcami pod nazwą „Powiedz, co wiesz o Raszynie”. Biblioteka przechowuje i udostępnia na swojej stronie internetowej cyfrowe archiwa lokalnych czasopism „Kurier Raszyński” i „Grobla”. Uczestniczy w organizacji imprez kulturalnych, prowadzi lekcje biblioteczne, spotkania autorskie, warsztaty, opracowuje i realizuje autorskie projekty dla różnych grup wiekowych. Współpracuje z pozostałymi jednostkami gminnymi oraz organizacjami pozarządowymi: m.in. Fundacją Edukacji Międzykulturowej oraz Polskim Forum Migracyjnym przy realizacji projektów mających na celu integrację lokalnej społeczności mniejszości narodowych funkcjonujących na terenie gminy Raszyn. Biblioteka jest laureatką Nagrody Kierbedziów 2019 za działalność wielokulturową.

## Religia
W gminie Raszyn są cztery rzymskokatolickie kościoły parafialne:
- Parafia św. Szczepana w Raszynie
- Parafia św. Bartłomieja Ap. na Rybiu
- Parafia św. Faustyny Kowalskiej w Sękocinie Starym
- Parafia św. Mateusza w Dawidach Bankowych

W Jaworowej znajduje się Sala Królestwa Świadków Jehowy.
W Laszczkach znajduje się siedziba Towarzystwa Buddyjskiego Wietnamczyków w Polsce oraz świątynia buddyjska.
Według Narodowego Spisu Powszechnego Ludności i Mieszkań 2002 w gminie Raszyn 22 osoby zadeklarowały narodowość hinduską.

## Sport
Popularyzacją sportu na terenie Gminy Raszyn zajmuje się Gminny Ośrodek Sportu. Gmina posiada krytą pływalnię, boisko sportowe typu Orlik oraz Stadion Sportowy, który w przyszłości może stać się halą sportową w Raszynie.
We wsi Rybie działa Świetlica Środowiskowa „ŚWIETLIK”, która rozpoczęła działalność wraz z dniem 25 lutego 2010 roku. Od 1965 roku na terenie gminy działa klub sportowy KS Raszyn zrzeszający 250 zawodników różnych sekcji sportowych. Jego założycielem był Kazimierz Jedynak, którego imię nosi obecny raszyński stadion.

## Miejsca pamięci
Przy ulicy Godebskiego znajduje się pomnik Cypriana Godebskiego, polskiego poety i prozaika, redaktora Zabaw Przyjemnych i Pożytecznych, członka Towarzystwa Przyjaciół Nauk w Warszawie, masona, który zginął w bitwie pod Raszynem.

## Władze gminy
Wójt:
- 1990–2002 – Janusz Rajkowski
- 2002–2006 – Piotr Iwicki
- 2006–2010 – Janusz Rajkowski
- 2010–2024 Andrzej Zaręba
- 2024 – Bogumiła Stępińska-Gniadek

## Sołectwa
Do gminy Raszyn należą 22 sołectwa:

- Dawidy
- Dawidy Bankowe
- Falenty Duże
- Falenty Nowe
- Falenty Osiedle
- Janki
- Jaworowa I
- Jaworowa II
- Laszczki
- Łady
- Nowe Grocholice
- Podolszyn Nowy
- Puchały
- Raszyn I
- Raszyn II
- Rybie I
- Rybie II
- Rybie III
- Sękocin Nowy
- Sękocin Stary
- Słomin
- Wypędy

## Sąsiednie gminy
Lesznowola, Michałowice, Nadarzyn, Warszawa

## Galeria

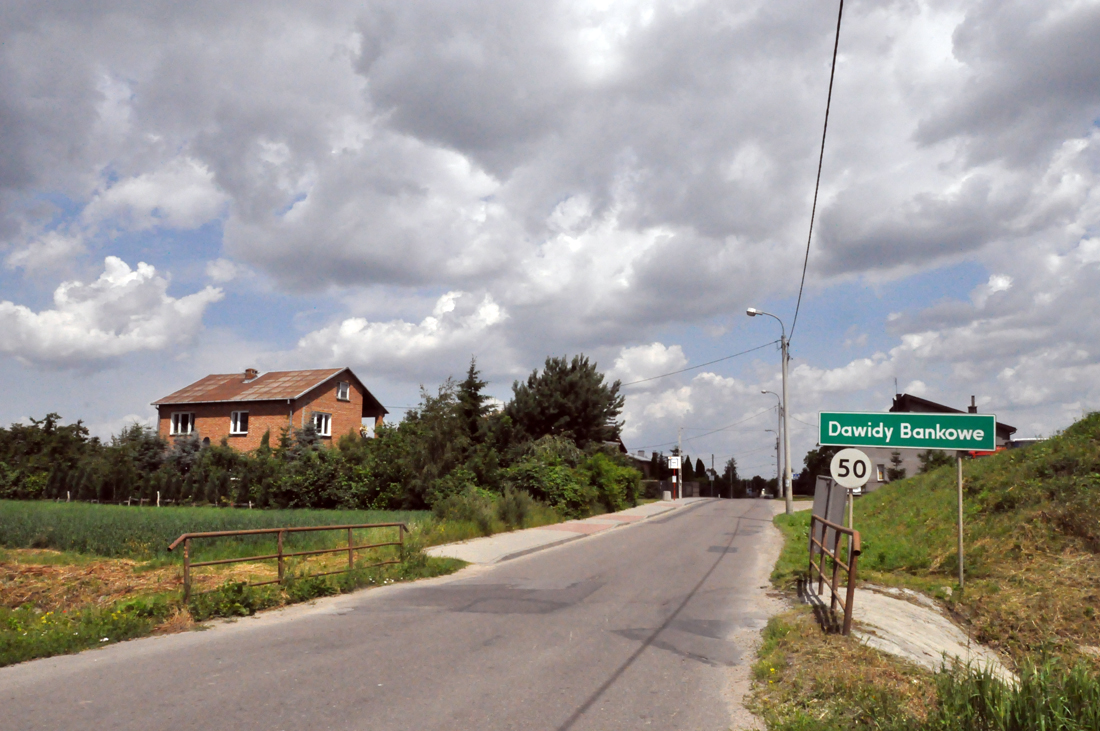
Dawidy Bankowe
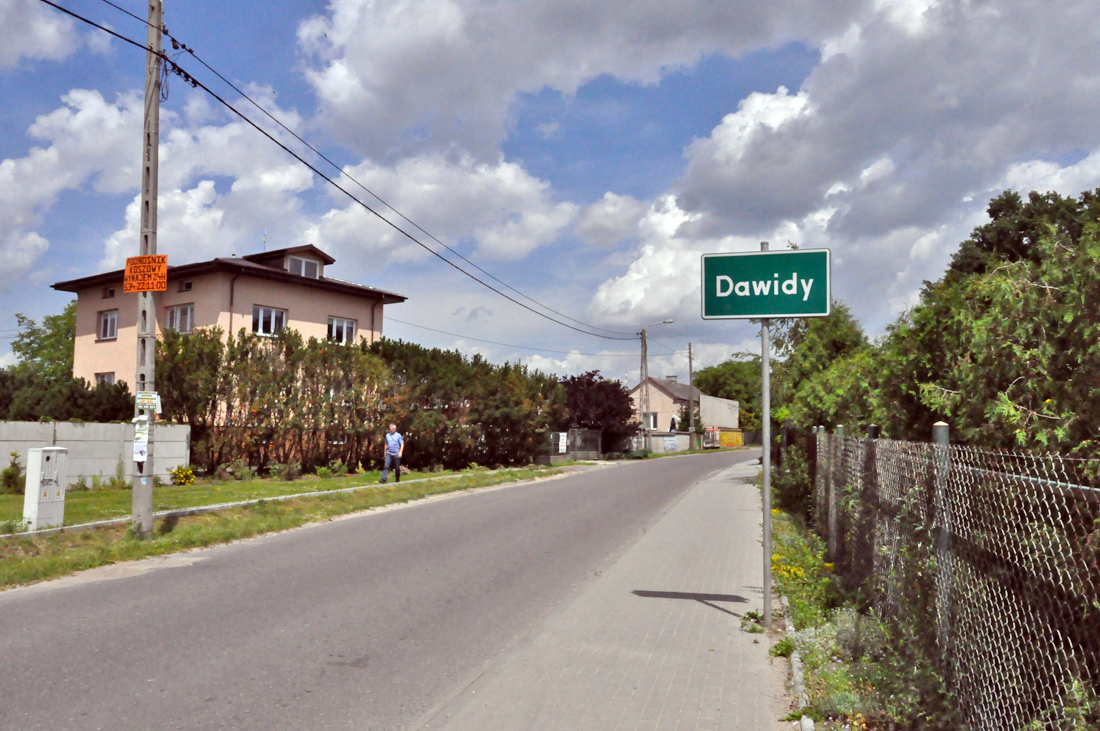
Dawidy
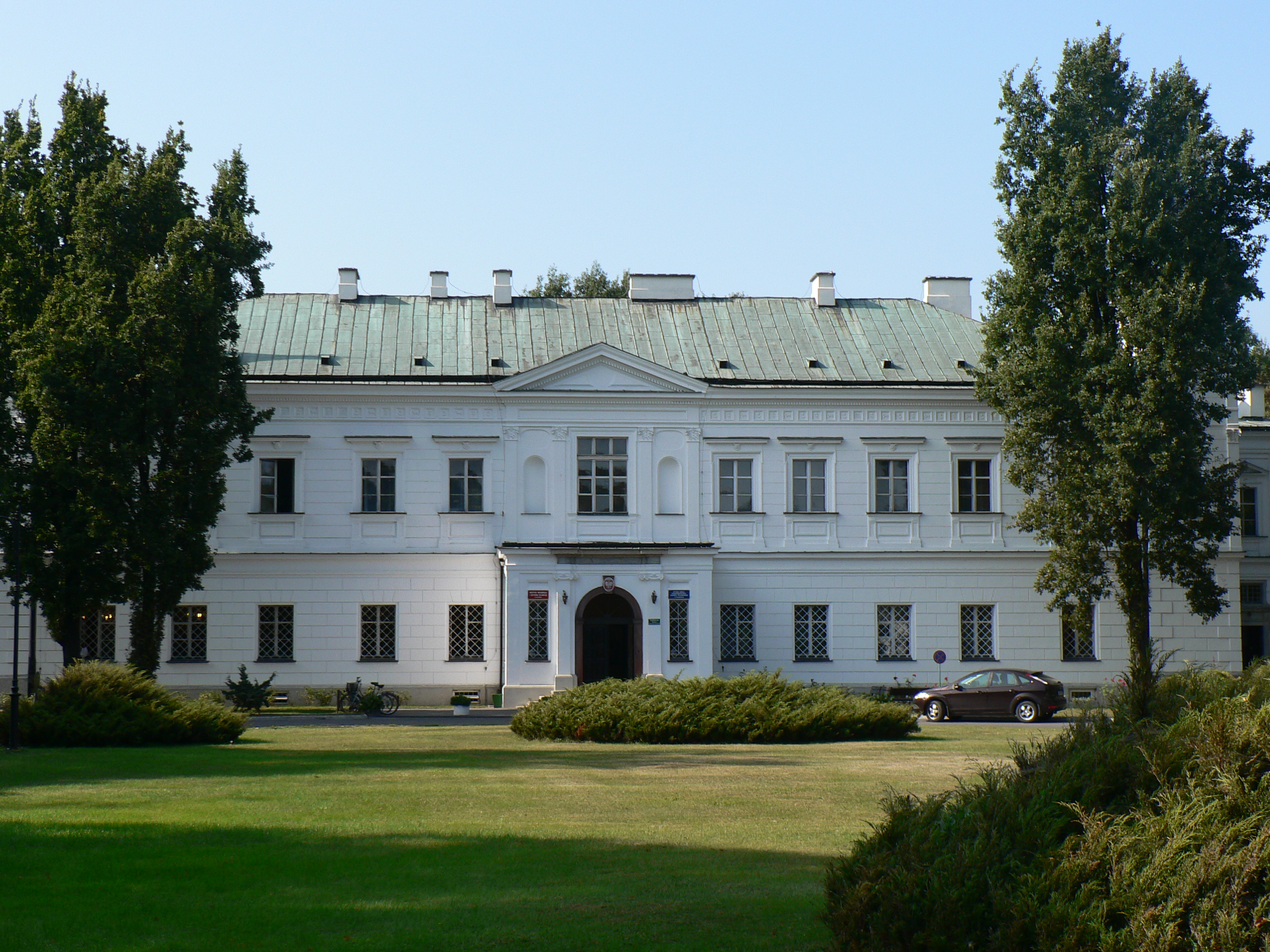
Falenty
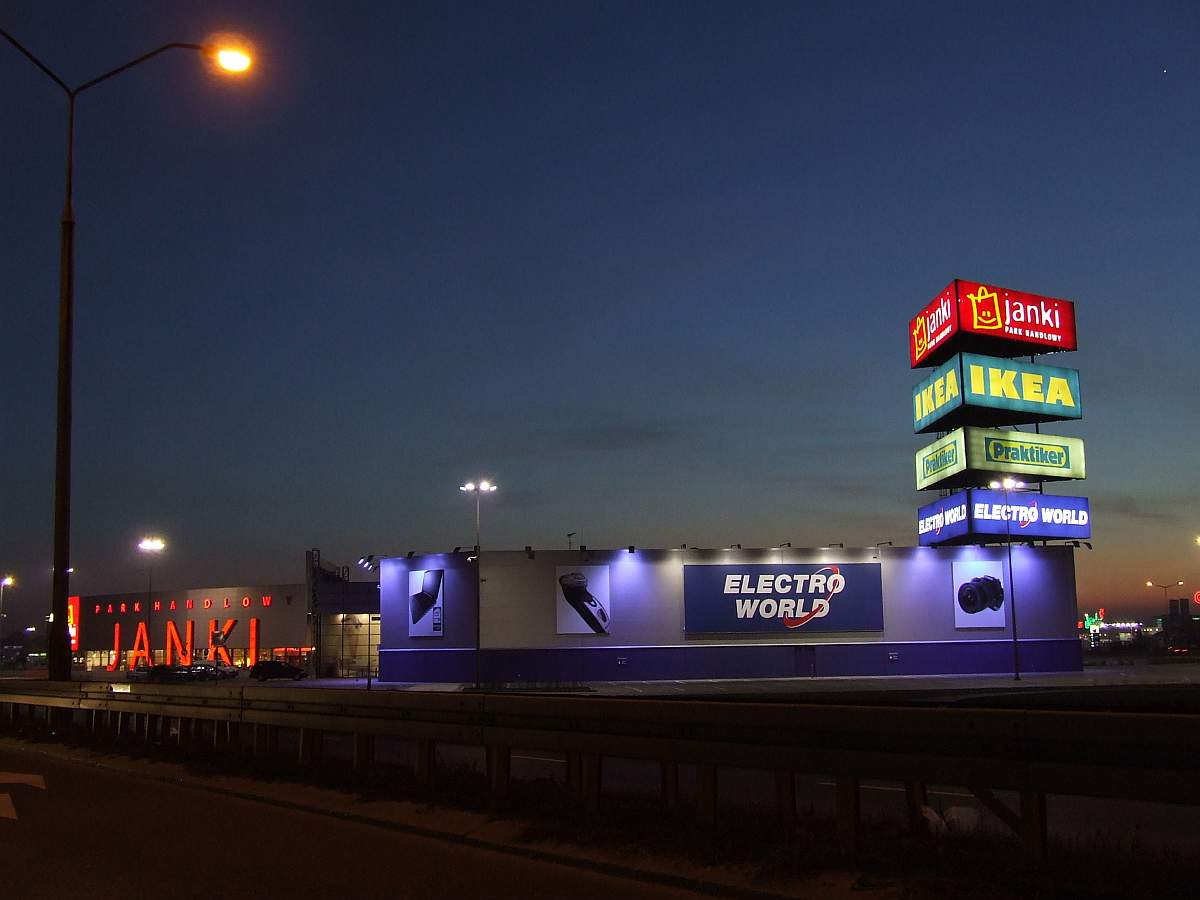
Janki
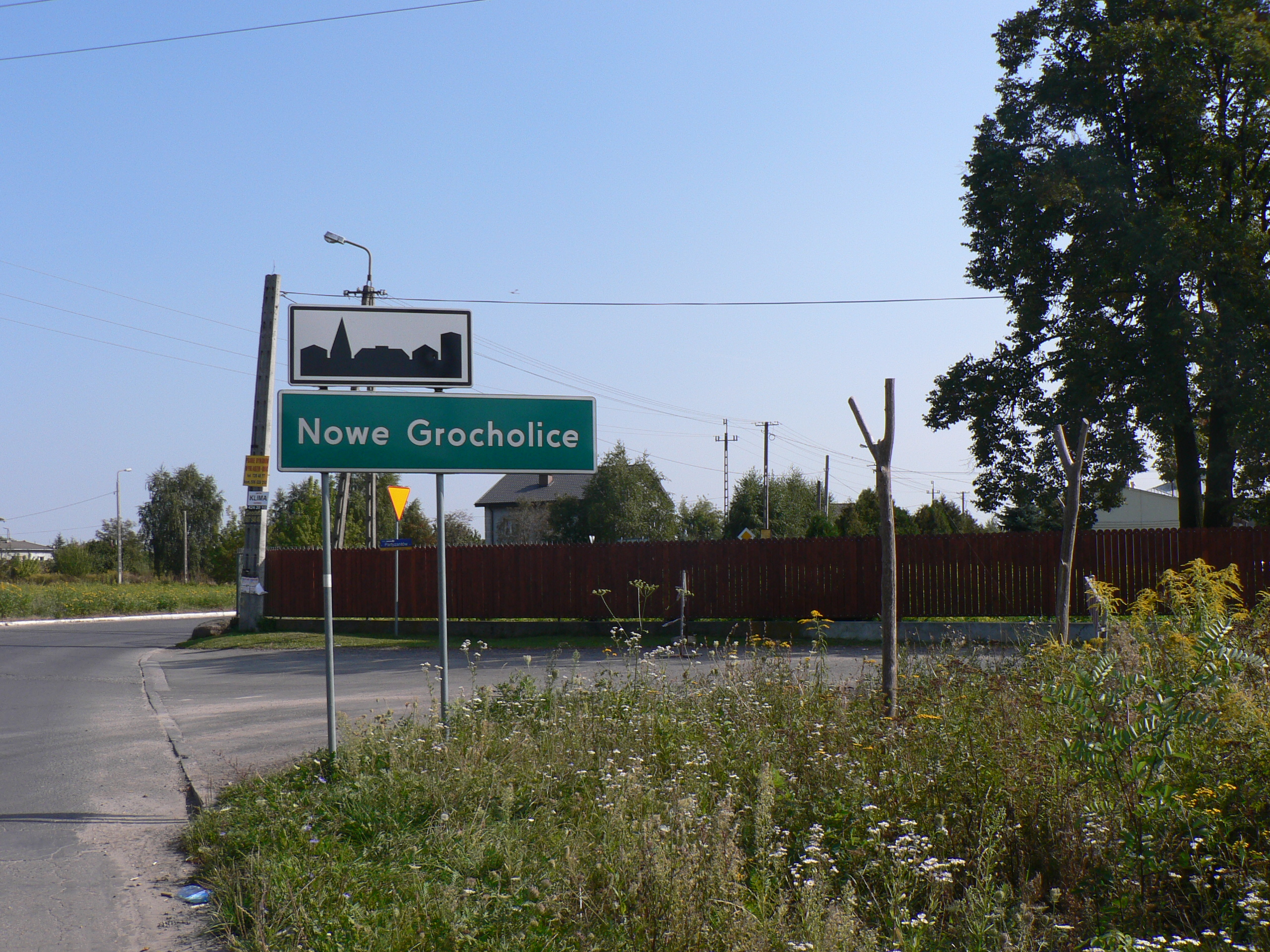
Nowe Grocholice
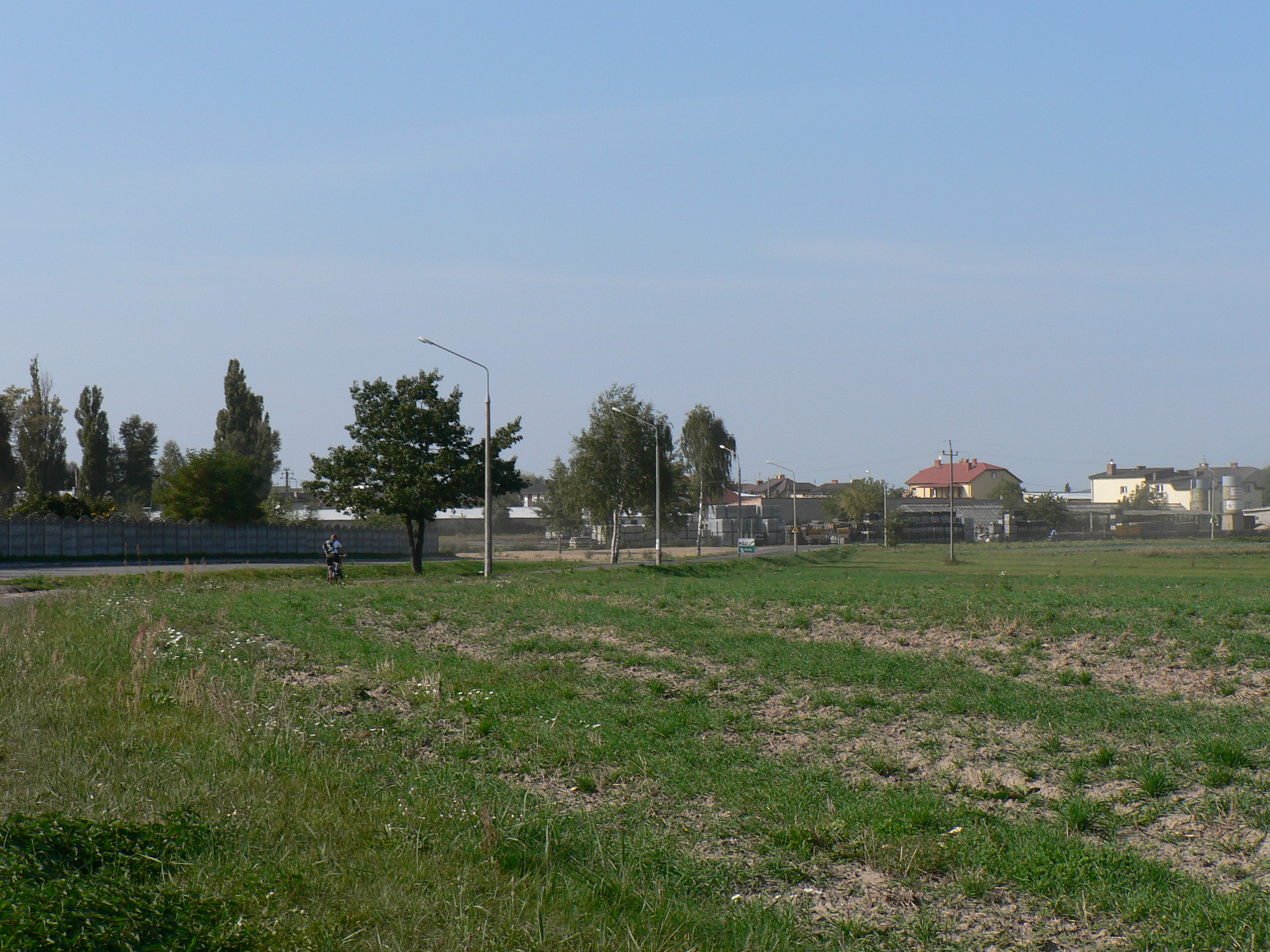
Puchały
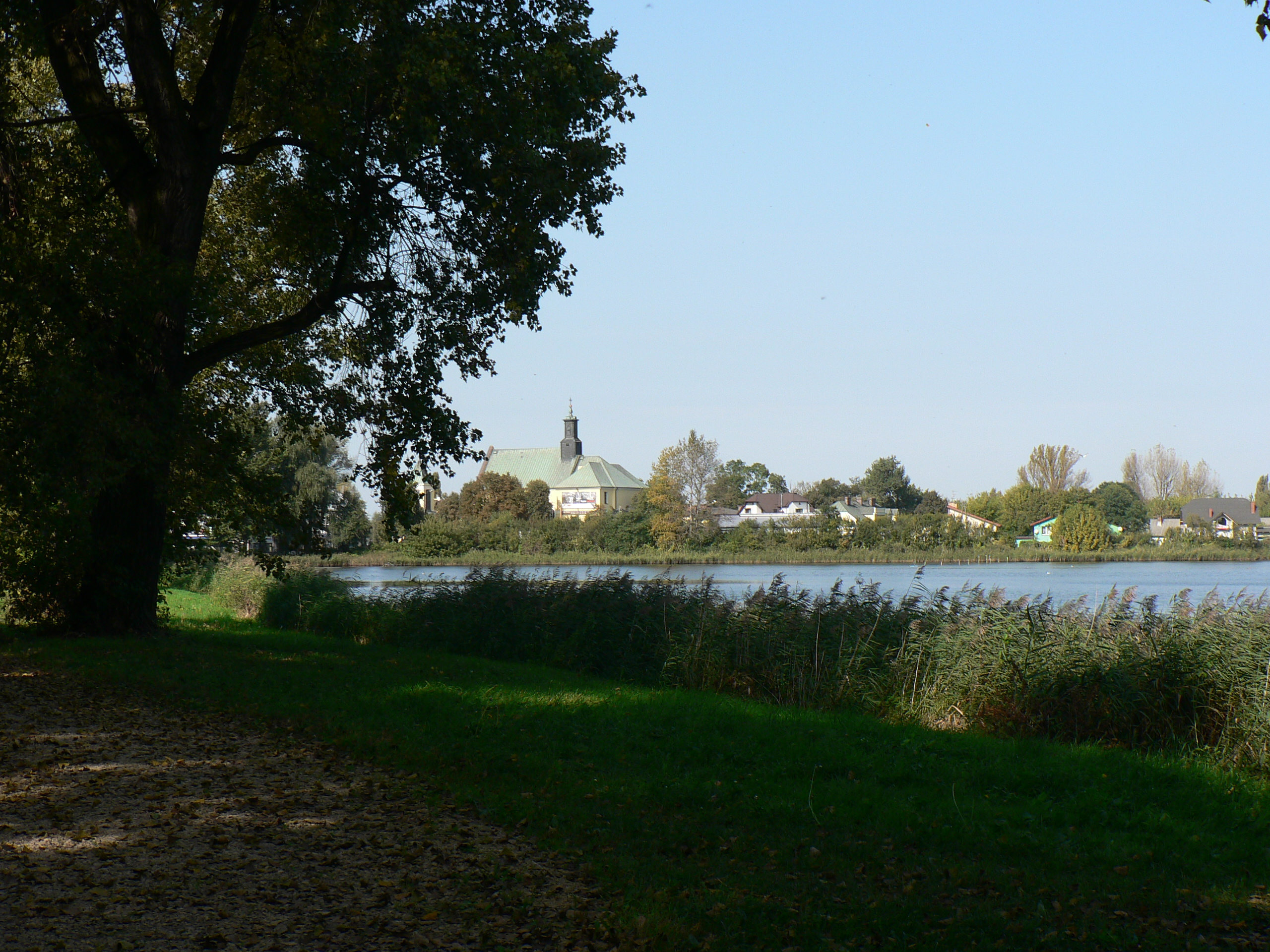
Raszyn